# 區結成
區結成 醫生（英語：Derrick Au Kit Sing），廣東增城人，生於香港。前醫療管理人，作家，筆名區聞海。現任中大生命倫理學中心總監。他早年於新界荃灣區大窩口居住，入讀區內的增城同鄉會學校。在喇沙書院畢業後留學美國，獲布朗大學生物學學士、醫學博士。1982年回港受訓及工作，為老人醫學及康復醫學專科醫生。曾任九龍醫院院長及醫管局人力資源主管。，2014年2月1日起接替廖慶榮醫生出任醫院管理局質素及安全總監。
區醫生在公營醫療系統行醫三十多年，退休後于2017年3月加入香港中文大學，任生命倫理學中心總監，積極推動大眾關注生命倫理議題，發展研究項目，聯繫各地相關機構交流研討。

## 寫作
區氏行醫之餘，以筆名區聞海為《明報》撰寫專欄，著有醫事散文《醫生聽海》、《記得SARS這一年》、《醫療的流星雨》、《當我用心寫—一個醫生的十年記》、等八集（花千樹出版社）及佛教思想史著作《中國哲學家叢書——慧遠》（台灣東大出版社）。專著包括《當中醫遇上西醫：歷史與省思》（2004）、《醫院筆記：時代與人》（2016）、《有詩的時候》（2017） 、《如何走下去——倫理與醫療》（陳浩文、區結成編著，2018），及《生命倫理的四季大廈》（2019）。
2012年，區結成停寫專欄，改為寫網誌。他會在網誌抒發對醫療體制的看法，也跨出醫療以外，寫社會和時政。
2016年底從醫療管理工作退休，加入中文大學，從事生命倫理學及醫學倫理教研工作，復寫專欄《生命倫理線》（信報）、《醫醫詩詩》（蘋果）。

## 個人
區結成的弟弟區樂民跟他同樣是醫生及專欄作家。區結成拒絕評論弟弟筆下經常提到的親人「三叔」是否真有其人，只會說他所寫的都是真有其事。
區結成念醫學院時期，從海外投稿第八屆青年文學獎徵文比賽，以<編織>獲新詩高級組優異獎。《當中醫遇上西醫》內地版獲2006年國家文津圖書獎。

## 外部連結
- 區聞海官方網誌（页面存档备份，存于）